# Самалут
Самалу́т (араб.: سمالوط) — город в Египте, в провинции Минья на левом берегу Нила, около 91 475 жителей (2006), считается третьим по величине городом провинции. Находится в 25 км к северу от Эль-Миньи. 
Название город получил от нубийцев, которые проплывали мимо местности в период наводнений на Ниле. В переводе название города означает мелкие воды.
Прежде всего, Самалут является сельскохозяйственным центром, где выращивают традиционные культуры: зерновые, виноград и хлопок.
Рядом с Самалутом находится коптский Монастырь Девы Марии в Гебель-эт-Тейр,
важный объект христианского паломничества. Его церковь была построена святой императрицей Еленой, матерью римского императора Константина I, в 328 году, на месте одного из пристанищ Святого семейства в Египте.